# 791 أني
أني 791 791 Ani كويكب يتخذ مداراً حول الشمس، في حزام الكويكبات وقد تم اكتشافه من قبل عالم الفلك الروسي غريغوري نيوجمن في 29 يونيو 1914 في مرصد سيمس الواقع في جبل كاشا في شبه جزيرة القرم روسيا ,أني 791 ثاني أكبر جرم في عائلة مالبويا من الكويكبات التي تشترك في نفس العناصر المدارية
تم تصنيف هذا الكويكب من النوع سي يتكون من المواد الكربونية. سمي نسبة لعاصمة مملكة الأرمن,أني
في العصور الوسطى.

## وصلات خارجية
- Discovery Circumstances: Numbered Minor Planets
- 791 أني في قاعدة بيانات مختبر الدفع النفاث لأجرام النظام الشمسي الصغيرة

- الاكتشاف · مخطط المدار ·  العناصر المدارية · المعلمات المادية

- حزام الكويكبات
- 137 مالبويا
- كورونيس 158
- اوردا 167
- 263 درسدا
- 277 الفيرا